# Jean-Marie Wampers
Jean-Marie Wampers (Ukkel, 7 april 1959) is een voormalig Belgisch wielrenner, beroeps van 1981 tot 1992. Hoogtepunt uit zijn carrière was winst in Parijs-Roubaix in 1989, toen hij reed voor de Panasonic-ploeg van Peter Post.

## Belangrijkste overwinningen
1982
- GP Città di Camaiore

1984
- Druivenkoers Overijse

1985
- Nationale Sluitingsprijs

1986
- 4e etappe Vierdaagse van Duinkerken
- Rund um den Henninger-Turm

1989
- Parijs-Roubaix
- Scheldeprijs
- Rund um den Henninger-Turm

## Resultaten in voornaamste wedstrijden
| Jaar | Ronde van Italië | Ronde van Frankrijk | Ronde van Spanje |
| ---- | ---------------- | ------------------- | ---------------- |
| 1981 | 94e              |                     |                  |
| 1982 |                  |                     |                  |
| 1983 |                  | opgave              |                  |
| 1984 |                  |                     |                  |
| 1985 |                  | 117e                |                  |
| 1986 |                  |                     |                  |
| 1987 |                  |                     |                  |
| 1989 |                  | 133e                |                  |
| 1990 |                  |                     |                  |
| 1991 |                  |                     |                  |
| 1992 |                  |                     |                  |

| Jaar | Milaan-San Remo | Gent-Wevelgem | Ronde van Vlaanderen | Parijs-Roubaix | Amstel Gold Race | Luik-Bast.‑Luik | Ronde van Lombardije | Brabantse Pijl | Parijs-Tours | Rund um den Henninger-Turm |  | WK op de weg |  | Wereldranglijsten |
| ---- | --------------- | ------------- | -------------------- | -------------- | ---------------- | --------------- | -------------------- | -------------- | ------------ | -------------------------- |  | ------------ |  | ----------------- |
| 1981 |                 |               |                      |                |                  |                 | 22e                  |                |              |                            |  |              |  |                   |
| 1982 | 12e             |               |                      |                |                  |                 | 33e                  |                |              |                            |  |              |  |                   |
| 1983 |                 |               |                      |                |                  |                 |                      |                | 11e          |                            |  |              |  |                   |
| 1984 | 44e             | 89e           |                      | 27e            | 16e              |                 | 46e                  | 7e             | 67e          |                            |  |              |  |                   |
| 1985 |                 | 47e           | 9e                   |                |                  | 21e             |                      | Zilver         | 29e          |                            |  |              |  |                   |
| 1986 | 38e             | Brons         | 14e                  | 26e            |                  |                 |                      |                |              | Goud                       |  |              |  |                   |
| 1987 | 16e             | 92e           | 18e                  | 26e            | 16e              |                 |                      | Brons          |              |                            |  |              |  |                   |
| 1989 |                 | 56e           | 45e                  | ↑              | 22e              |                 |                      |                |              | Goud                       |  | opgave       |  | 24e (UWB)         |
| 1990 |                 | 5e            | 42e                  | 5e             |                  |                 |                      |                |              | 13e                        |  |              |  |                   |
| 1991 |                 | 96e           |                      | 15e            | 21e              | 73e             |                      | 18e            |              | 27e                        |  |              |  |                   |
| 1992 |                 | 34e           | 19e                  |                |                  |                 |                      |                |              |                            |  |              |  |                   |